# Concept Centaur GT
Concept Centaur GT var en byggsatsbil som först byggdes av Concept Cars Ltd 1973 och såldes från 1974 till 1977. Designen var starkt influerad av Probe 15 från Adams Probe Motor. Bilen är känd som möjligen den lägsta massproducerade bilen. Den är endast 94 cm hög. De mekaniska delarna kom från Hillman Imp och karossen var i glasfiberarmerad plast och plywwod förstärkt med stålrör. Hur många som tillverkades är omdiskuterat, både 26 och 52 har nämnts.
1978 konstruerades en ny fyrsitsig (2+2) version, men projektet lämnades över till Mirage Developments som sålde den som Mirage Pulsar.
Det hävdas ibland att Durango 95 från filmen A Clockwork Orange var en Centaur, men det var antagligen en Probe 15.